# Peregrine Bertie, 13:e baron Willoughby de Eresby
Peregrine Bertie, 13:e baron Willoughby de Eresby, född 1555, död 1601, var son till Richard Bertie och Katherine Willoughby, 12:e baronessa Willoughby de Eresby. Richard var  Katherines andra make, då hon tidigare varit gift med Charles Brandon, 1:e hertig av Suffolk. Pererine Berties två halvbröder Henry Brandon (som efter faderns död blev 2:e hertig av Suffolk) och Charles Brandon (som blev 3:e hertig av Suffolk då han överlevde sin bror med någon timme) dog i en epidemi när de var i tonåren. Hans syster Susan Bertie gifte sig först med earlen av Kent, och sedan med en systerson till Bess av Hardwick. Peregrine Bertie föddes i Wesel vid Rhen under en av föräldrarnas utlandsvistelser. 

## Biografi

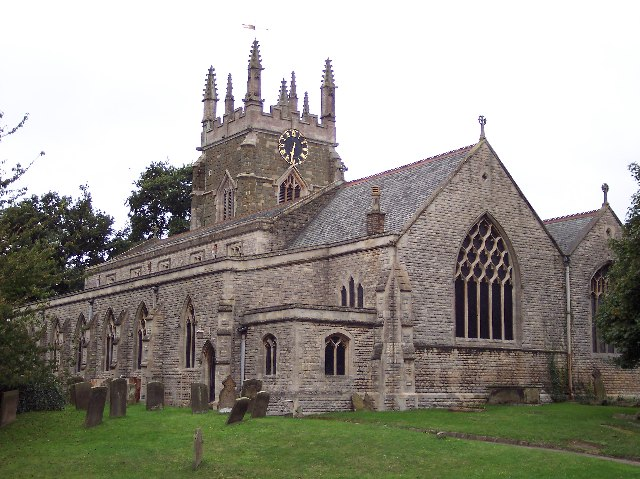
St. James kyrka i Spilsby där Peregrine Bertie, 13:e baron Willoughby de Eresby ligger begravd i ättens familjevalv.

Bertie döptes i kyrkan Saint Willibrord i Wesel den 14 oktober 1555. När Elisabet I av England blev drottning kunde Berties föräldrar återvända hem efter sin exil och de ansökte då om engelskt medborgarskap åt sin son, vilket han beviljades den 2 augusti 1559. Han gifte sig med Mary de Vere, dotter till John de Vere, 16:e earl av Oxford och syster till Edward de Vere, 17:e earl av Oxford. någon gång sent 1577 eller tidigt 1578. När hans moder avled år 1580 fick han rätten att överta hennes titel, och han tog säte i Överhuset i januari år 1580.
Under äktenskapsförhandlingarna mellan drottningen och Frans Hercule av Anjou ingick Willoughby i den engelska beskickningen. Han skickades senare för att överlämna Strumpebandsorden från Elisabet till Fredrik II av Danmark. Han utförde därefter en mängd diplomatiska uppdrag åt drottningen. Hans brevväxling med sir Francis Walsingham visar att han fann det svårt att fortsätta med detta då diplomater på denna tid ofta fick utföra sina uppdrag på egen bekostnad.
Under earlen av Leicesters befäl tjänstgjorde Willoughby även under kampanjen i Nederländerna 1586.
 När Leicester återvänt till England utnämndes Willoughby till general. Han tjänade även under Henrik av Navarra.